# Charles Bonaventure Marie Toullier
Charles Bonaventure Marie Toullier (Dol-de-Bretagne, 1752 – Rennes, 1835) è stato un giurista francese.

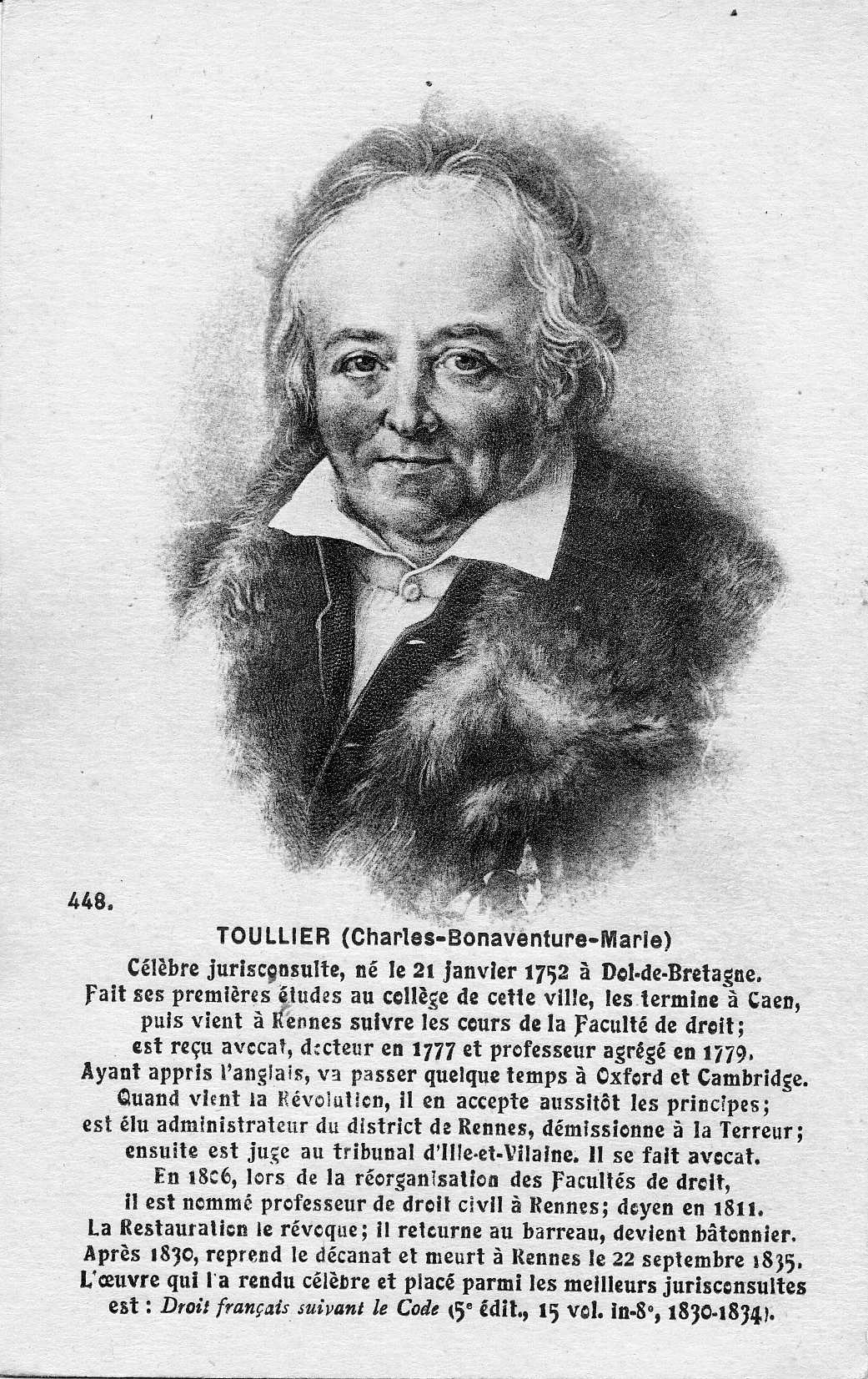
Charles Bonaventure Marie Toullier

Docente all'università di Rennes dal 1778, fu amministratore di distretto durante la Rivoluzione francese, ma presto si dimise.
Nel 1826 fu reintegrato a Rennes; la sua opera più importante è il Diritto civile francese (1834).